# Fun Bar Karaoke
Fun Bar Karaoke (originaltitel:ฝันบ้าคาราโอเกะ Fan ba karaoke) är en thailändsk kriminalkomedi från 1997 i regi av Pen-Ek Ratanaruang. Filmen hade urpremiär på Filmfestivalen i Berlin 1997 där den visades under festivalens forumdel. Pen-Ek krediteras som "Tom Pannet" och verket är hans debut som långfilmsregissör.

## Handling
Pu är en ung kvinna som lever ensam med sin far efter att hennes mor har gått bort. Hon har en återkommande dröm om sin mor som bygger ett hus. Pu besöker en spåman som förutspår att hennes far kommer att dö om huset i drömmen blir färdigbyggt. Fadern blir förälskad i Yok, en kvinna som jobbar som värdinna i en karaokebar han brukar besöka. Noi, en ung man som jobbar för den kinesiska maffian börjar uppvakta Pu. Pu fortsätter att drömma samtidigt som maffiabossen som "äger" Yok ger Noi i uppdrag att döda Pus far.

## Skådespelare
- Fay Atsawet - Pu
- Ray MacDonald - Noi
- Champagne X - Yok
- Phaibunkiat Khiaogao